# PUSL1
PUSL1 (англ. Pseudouridylate synthase-like 1) – білок, який кодується однойменним геном, розташованим у людей на 1-й хромосомі. Довжина поліпептидного ланцюга білка становить 303 амінокислот, а молекулярна маса — 33 233.
| 10         |  | 20         |  | 30         |  | 40         |  | 50         |
| ---------- |  | ---------- |  | ---------- |  | ---------- |  | ---------- |
| MSSAPASGSV |  | RARYLVYFQY |  | VGTDFNGVAA |  | VRGTQRAVGV |  | QNYLEEAAER |
| LNSVEPVRFT |  | ISSRTDAGVH |  | ALSNAAHLDV |  | QRRSGRPPFP |  | PEVLAEALNT |
| HLRHPAIRVL |  | RAFRVPSDFH |  | ARHAATSRTY |  | LYRLATGCHR |  | RDELPVFERN |
| LCWTLPADCL |  | DMVAMQEAAQ |  | HLLGTHDFSA |  | FQSAGSPVPS |  | PVRTLRRVSV |
| SPGQASPLVT |  | PEESRKLRFW |  | NLEFESQSFL |  | YRQVRRMTAV |  | LVAVGLGALA |
| PAQVKTILES |  | QDPLGKHQTR |  | VAPAHGLFLK |  | SVLYGNLGAA |  | SCTLQGPQFG |
| SHG        |  |            |  |            |  |            |  |            |

A: Аланін

C: Цистеїн

D: Аспарагінова кислота

E: Глутамінова кислота

F: Фенілаланін

G: Гліцин

H: Гістидин

I: Ізолейцин

K: Лізин

L: Лейцин

M: Метіонін

N: Аспарагін

P: Пролін

Q: Глутамін

R: Аргінін

S: Серин

T: Треонін

V: Валін

W: Триптофан

Кодований геном білок за функціями належить до ізомераз, фосфопротеїнів. 
Задіяний у таких біологічних процесах, як процесинг тРНК, альтернативний сплайсинг. 